# Skwierzyna (gmina)
 (octobre 2020).
Pour les articles homonymes, voir Skwierzyna.
Skwierzyna est une gmina urbaine-rurale (gmina miejsko-wiejska) ou mixte de la powiat de Międzyrzecz, dans la Voïvodie de Lubusz, dans l'ouest de la Pologne.
Son siège administratif (chef-lieu) est la ville de Skwierzyna, qui se situe environ 18 kilomètres au nord de Międzyrzecz (siège de la powiat) et 23 kilomètres au sud-est de Gorzów Wielkopolski (capitale de la voïvodie).
La gmina couvre une superficie de 285,44 kilomètres carrés pour une population de 12 335 habitants en 2016.

## Histoire
De 1975 à 1998, la gmina est attachée administrativement à la voïvodie de Gorzów.

Depuis 1999, elle fait partie de la voïvodie de Lubusz.

## Géographie
Hormis la ville de Skwierzyna, la gmina inclut les villages et localités de :

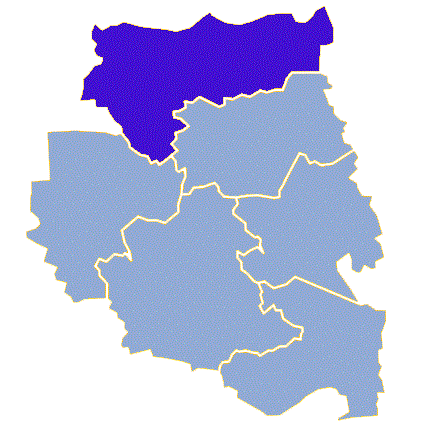
Plan de la gmina

- Dobrojewo
- Gościnowo
- Jezierce
- Kijewice
- Krobielewko
- Murzynowo
- Murzynowo-Łomno
- Nowy Dwór
- Rakowo
- Skrzynica
- Świniary
- Trzebiszewo
- Warcin
- Wiejce

### Gminy voisines
La gmina de Skwierzyna est voisine des gminy suivantes :
- Bledzew
- Deszczno
- Drezdenko
- Międzychód
- Przytoczna
- Santok

## Structure du terrain
D'après les données de 2002, la superficie de la commune de Skwierzyna est de 285,44 kilomètres carrés, répartis comme telle :
- terres agricoles : 24%
- forêts : 68%

La commune représente 20,57% de la superficie du powiat.

## Démographie
Données du 30 juin 2004 :
| Description        | Total  | Total | Femmes | Femmes | Hommes | Hommes |
| ------------------ | ------ | ----- | ------ | ------ | ------ | ------ |
| Unité              | Nombre | %     | Nombre | %      | Nombre | %      |
| Population         | 12 769 | 100   | 6 552  | 51,3   | 6 217  | 48,7   |
| Densité (hab./km²) | 44,7   | 44,7  | 23     | 23     | 21,8   | 21,8   |